# Dự án lấn sông Đồng Nai
Dự án lấn sông Đồng Nai còn có tên chính thức là dự án "Cải tạo cảnh quan và phát triển đô thị ven sông Đồng Nai" do Công ty cổ phần Toàn Thịnh Phát (thuộc tập đoàn Thành Thành Công) khởi công được UBND tỉnh Đồng Nai đồng ý để triển khai khu đô thị Pegasus Riverside. Dự án này với quy mô 8,4 ha (84.000 m2), nằm dọc theo sông Đồng Nai. Trong đó diện tích lấn sông lên tới hơn 7,7 ha, chỉ có hơn 0,6 ha là đất hiện hữu. Dự án này kéo dài hơn 1,3 km từ công viên Nguyễn Văn Trị (đối diện UBND tỉnh Đồng Nai) đến cầu Rạch Cát (P.Quyết Thắng), và lấn ra sông đoạn hẹp nhất là 30m, còn đoạn rộng nhất là 100m.,
Dự án gây nhiều tranh cãi, bức xúc vì không có thông tin cho, hay tham khảo với những người dân chịu ảnh hưởng trực tiếp, các nhà chuyên môn, các tỉnh cùng chia con sông và các tổ chức liên quan, cũng như chưa có sự phân tích kỹ lưỡng hậu quả trước khi khởi công.
Ngày 1/6, Bộ Tài nguyên - Môi trường đã kiến nghị Chính phủ tiếp tục giao cho Bộ chủ trì, phối hợp với các bộ, ngành liên quan thẩm định lại Báo cáo đánh giá tác động môi trường (ĐTM) của dự án lấp sông Đồng Nai. Đặc biệt là vấn đề thoát lũ, lưu thông dòng chảy, bồi lắng, sạt, lở lòng, bờ bãi sông.

## Tên gọi
GS.TS Nguyễn Văn Phước - Viện trưởng Viện Môi trường và tài nguyên (thuộc Đại học quốc gia TP.Hồ Chí Minh), người chịu trách nhiệm chính trong thực hiện Đánh giá tác động môi trường (ĐTM) cho dự án, nhận định, dự án lựa chọn phương án lấn sông chứ không phải lấp sông.

## Dự án
Trong thông cáo báo chí Công ty Toàn Thịnh Phát, chủ đầu tư dự án lấp sông Đồng Nai, dự án này triển khai trong 9 năm gồm 3 giai đoạn với tổng vốn đầu tư khoảng 2.200 tỷ đồng. Giai đoạn 1 từ năm 2013 - 2016, kinh phí 416 tỷ đồng để lập thủ tục đầu tư, xây dựng hạ tầng, cải tạo cảnh quan môi trường, làm hạ tầng... Giai đoạn 2 từ 2016 - 2019, kinh phí khoảng 800 tỷ đồng để phát triển khu thương mại, văn phòng, trung tâm mua sắm... Giai đoạn 3 đến năm 2022, kinh phí 800 tỷ đồng để làm cao ốc văn phòng, khách sạn, khu dân cư... Do những tranh cãi gần đây, Cty Toàn Thịnh đã tạm ngừng thi công dự án này, để xin ý kiến các bên liên quan, nhằm làm rõ hơn các quy định, thủ tục pháp lý, cũng như đánh giá tác động của dự án. Tính đến ngày ngừng thi công, dự án trong suốt 6 tháng qua đã đổ đất đá xuống sông đến hơn 90%.
Theo báo Thanh Niên, trong dự án này UBND tỉnh Đồng Nai cũng ưu ái cho Công ty Toàn Thịnh Phát không cần phải dành 20% diện tích đất để làm nhà ở xã hội trong khi theo luật Nhà ở, tất cả các dự án phải dành 20% quỹ đất làm nhà ở xã hội.
Ngày 24/3/2015, Thông cáo báo chí của UBND Tỉnh Đồng Nai có nội dung về việc chấp thuận đầu tư đối với công ty Toàn Thịnh Phát trong đó căn cứ theo khoản 2 Điều 32 Nghị định 71/2010/NĐ-CP, chỉ dự án trên 10 hécta mới có trách nhiệm dành 20% diện tích đã có hạ tầng để xây dựng nhà ở xã hội. Vì vậy việc UBND tỉnh Đồng Nai không yêu cầu bố trí quỹ đất phát triển nhà ở xã hội tại dự án là hoàn toàn phù hợp quy định pháp luật, không có bất kỳ ưu đãi vượt khung nào.

### Xây trước, cấp phép sau
Theo nhóm nghiên cứu của tổ chức Mạng lưới sông ngòi Việt Nam(VRN), dự án đã được làm lễ khởi công ngày 17.9.2014 với sự hiện diện đầy đủ các vị lãnh đạo cấp cao của tỉnh Đồng Nai, nhưng mãi đến ngày 15.1.2015 (gần 4 tháng sau đó) dự án lấp sông mới được cấp phép xây dựng. Tổ chức này đã lên tiếng đề nghị tạm dừng dự án để có những đánh giá khoa học về hậu quả của việc lấp sông với diện tích lớn.

### Nguy cơ
Theo PGS.TS Lê Anh Tuấn, phó viện trưởng viện Nghiên cứu biến đổi khí hậu – trường đại học Cần Thơ; đồng thời là cố vấn của tổ chức Mạng lưới sông ngòi Việt Nam (VRN), việc thu hẹp dòng chảy của sông sẽ gây ra nhiều điều tệ hại, đặc biệt trong bối cảnh diễn biến bất thường của mưa lũ và khô hạn do biến đổi khí hậu. Lũ trên sông Đồng Nai tập trung đến 85% tổng lượng dòng chảy và thời gian tập trung nước lũ rất ngắn chỉ khoảng 3 tháng/năm nên việc duy trì mặt cắt dòng sông là điều rất quan trọng. Ở Thái Lan, dự án lấn sông chảy qua Bangkok đã phải trả giá cực kỳ đắt cho thiệt hại lũ lụt. Nhiều nơi lấp sông, lấp kênh ví dụ ở Hàn Quốc, nay phải bỏ ra hàng triệu đô la để trả lại dòng chảy như cũ.

### Đánh giá tác động môi trường
Đánh giá tác động môi trường (ĐTM) của dự án lấp sông Đồng Nai của Viện Môi trường và Tài nguyên Thành phố Hồ Chí Minh bị TS Vũ Ngọc Long, Viện trưởng Viện Sinh thái học miền Nam, tại Hội thảo Phát triển bền vững lưu vực sông - Thách thức và giải pháp tổ chức ngày 12-5-2015, cho là sao chép từ dự án nghĩa trang Vĩnh Hằng: "Nhìn tổng thể thì giống nhau đến 50%, nhiều chỗ sao chép y nguyên, có chỗ thì cố tình thay đổi vài câu chữ nhưng ý nghĩa giống nhau". Sau khi hội thảo được tổ chức, có rất nhiều ý kiến hoài nghi về việc kết quả của hội thảo, ý kiến cho rằng kết quả cuộc hội thảo thiếu khách quan vì không có sự tham dự của hội đồng thành lập ĐTM, ngoài ra các nội dung nghi ngờ về sự ảnh hưởng của dự án đối với sông Đồng Nai cũng không có số liệu để chứng minh cụ thể.
Các chuyên gia của Mạng lưới sông ngòi Việt Nam cũng chỉ ra sáu vấn đề cần làm rõ với dự án gồm địa chất: Địa mạo; thủy văn, dòng chảy; hệ sinh thái; tham vấn cộng đồng và báo cáo đánh giá tác động môi trường. Theo các chuyên gia, tính toán và đánh giá trong ĐTM mới ở mức sơ bộ, chưa phải là dành cho một dự án thi công, thiếu nhiều thông tin hoặc chưa đủ độ tin cậy. Một số mô hình tính toán chưa đủ tin cậy, phạm vi tính toán nhỏ, thiếu nhiều dữ liệu đầu vào. Các chuyên gia kiến nghị hủy dự án đồng thời kiểm nghiệm các mẫu đất, đá dùng để lấn sông Đồng Nai.
Phản biện, GS-TS Nguyễn Văn Phước, cho rằng, những người phản đối "toàn mấy kẻ phá hoại thôi!". Theo GS-TS Nguyễn Văn Phước thì "quan trắc nước hằng năm cho thấy thay đổi không đáng kể"., Về đánh giá tác động môi trường (ĐTM), GS.TS Nguyễn Văn Phước - Viện trưởng Viện Môi trường và tài nguyên (thuộc Đại học quốc gia TP.Hồ Chí Minh) khẳng định: "ĐTM của dự án nói trên được thực hiện với chất lượng cao nhất trong khả năng mà viện có được. Chúng tôi cũng làm việc công tâm về phương pháp nghiên cứu lẫn nội dung công bố...Kết quả nghiên cứu cho thấy không ảnh hưởng đáng kể đến dòng chảy, do đó Đồng Nai quyết định chọn phương án cho lấn 100m.

### Chính phủ vào cuộc
Theo ông Hoàng Dương Tùng, Phó tổng cục trưởng Tổng cục Môi trường, ngày 27-3, Bộ Tài nguyên - môi trường đã có công văn hỏa tốc gửi UBND tỉnh Đồng Nai. Công văn nói rõ quy mô dự án thuộc thẩm quyền của UBND tỉnh Đồng Nai, tuy nhiên tỉnh phải báo cáo cụ thể về việc triển khai dự án. Ông Tùng cho biết thêm, báo cáo ĐTM của dự án đã được phê duyệt từ năm 2009, đánh giá tác động dòng chảy đoạn từ cầu Hóa An đến cầu Ghềnh. Đây là dự án có quy mô dưới 20 hécta, do đó báo cáo ĐTM thuộc thẩm quyền phê duyệt của tỉnh Đồng Nai, không phải thẩm quyền của Bộ Tài nguyên - môi trường.
Tại buổi họp báo Chính phủ chiều 1-4, Bộ trưởng, Chủ nhiệm Văn phòng Chính phủ Nguyễn Văn Nên cho biết về việc này, Phó Thủ tướng Hoàng Trung Hải đã chỉ đạo Tài nguyên và Môi trường chủ trì, phối hợp với các Bộ: Nông nghiệp và Phát triển nông thôn, Xây dựng, Giao thông vận tải, UBND tỉnh Đồng Nai và các cơ quan liên quan kiểm tra việc thực hiện, đánh giá tác động của dự án, xử lý theo thẩm quyền và quy định của pháp luật hiện hành. Phó Thủ tướng cũng chỉ đạo các cơ quan đề xuất xử lý những vấn đề vượt thẩm quyền, báo cáo Thủ tướng Chính phủ.
Ngày 15.5, Bộ NN-PTNT cho biết đã gửi văn bản đến Bộ Tài nguyên và Môi trường nêu rõ quan điểm. Thứ nhất, các phương án tính toán cho các trường hợp lấp sông nêu trên chưa đề cập đến việc tính toán đối với cấp lưu lượng tạo lòng. Thứ hai là việc ảnh hưởng của điều tiết hồ chứa ở thượng nguồn. Thứ ba là sự gia tăng về mưa, dòng chảy lũ, nước biển dâng theo kịch bản biến đổi khí hậu được công bố.
Bộ Xây dựng cũng có công văn gửi Bộ Tài nguyên và Môi trường, chỉ ra nhiều vấn đề về mặt pháp lý của dự án: 
- Đồ án điều chỉnh quy hoạch chi tiết xây dựng tỷ lệ 1/2000 phường Quyết Thắng, thành phố Biên Hòa đã xác định khu đất dự án lấn sông Đồng Nai khi chưa thực hiện quy trình điều chỉnh cục bộ các nội dung liên quan đến đồ án điều chỉnh quy hoạch chung thành phố Biên Hòa.
- Nội dung đồ án điều chỉnh quy hoạch chi tiết xây dựng tỷ lệ 1/2000 phường Quyết Thắng, thành phố Biên Hòa chưa xác định rõ chức năng đô thị cho khu đất dự án lấn sông (bao gồm khu công viên cây xanh cảnh quan và các công trình xây dựng nhà ở, thương mại như dự án đang được thực hiện).
- Quá trình lập quy hoạch chi tiết của dự án cải tạo cảnh quan và phát triển đô thị ven sông Đồng Nai kéo dài nhưng nội dung đồ án quy hoạch chỉ được lấy ý kiến rộng rãi của cộng đồng dân cư duy nhất một lần, cách thời điểm phê duyệt đồ án gần hai năm.

#### Báo cáo của Bộ Tài nguyên và Môi trường
Bộ Tài nguyên và Môi trường đã thành lập Tổ công tác liên ngành, tổ chức khảo sát thực địa, làm việc với UBND tỉnh Đồng Nai, kiểm tra toàn bộ hồ sơ Dự án, lấy ý kiến của các Bộ, ngành liên quan, tham khảo ý kiến các chuyên gia, các nhà khoa học, và sẽ báo cáo Thủ tướng trước 30/5/2015. Sau đó, Thủ tướng sẽ xem xét và chỉ đạo xử lý.
Ngày 1/6, theo văn bản do Bộ trưởng Nguyễn Minh Quang ký, Bộ Tài nguyên - Môi trường kiến nghị Chính phủ tiếp tục giao cho Bộ chủ trì, phối hợp với các bộ, ngành liên quan thẩm định lại Báo cáo đánh giá tác động môi trường (ĐTM) của dự án lấp sông Đồng Nai. Đặc biệt là vấn đề thoát lũ, lưu thông dòng chảy, bồi lắng, sạt, lở lòng, bờ bãi sông.
Về quá trình thực hiện dự án, Bộ cho rằng, dự án lấp sông Đồng Nai đã tuân thủ các quy định của pháp luật hiện hành về đất đai, xây dựng, đầu tư, giao thông đường thủy và đã có đánh giá tác động môi trường. Tuy nhiên, còn một số vấn đề dự án chưa tuân thủ chặt chẽ các quy định, như đồ án điều chỉnh quy hoạch chi tiết về xây dựng tỉ lệ 1/2000. Việc thực hiện dự án sẽ phải di dời trạm thủy văn Biên Hòa, khi đó sẽ ảnh hưởng đến chuỗi số liệu trong quá khứ, phải tính toán lại các cấp báo động lũ. Dự án lấp sông Đồng Nai thuộc diện hoạt động gia cố bờ sông, cải tạo cảnh quan, phát triển vùng đất ven sông trên lưu vực sông liên tỉnh, đã không lấy ý kiến Bộ Tài nguyên - Môi trường, theo quy định trong luật Tài nguyên nước năm 2012, Nghị định 201. ĐTM của dự án và Báo cáo đánh giá tác động dòng chảy đều chưa làm rõ hoặc chưa nghiên cứu, đánh giá đầy đủ để có thể định lượng các tác động của dự án tới thoát lũ, lưu thông dòng chảy, bồi lắng, sạt lở lòng, bờ bãi sông, làm cơ sở thực hiện dự án.
Trong kỳ họp thứ 10, Quốc hội khóa 13 (2.11.2015), Bộ trưởng Nguyễn Minh Quang cho biết, bộ Tài nguyên và Môi trường đang chỉ đạo nghiên cứu xem việc lấn, lấp 100 m ra lòng sông tác động như thế nào, có buộc phải đào, múc đất đá lên không hay có thể để lại. Nếu để lại, quan điểm được thống nhất là không làm khu đô thị, chỉ làm công trình công cộng.

#### Ý kiến Thủ tướng
Ngày 16/6, Thủ tướng Nguyễn Tấn Dũng đã yêu cầu Bộ Tài nguyên - môi trường thẩm định lại báo cáo đánh giá tác động môi trường (ĐTM) của dự án cải tạo cảnh quan và phát triển đô thị ven sông Đồng Nai, nhất là các tác động của dự án tới dòng chảy sông Đồng Nai, làm cơ sở đề xuất cấp thẩm quyền xử lý dự án trên theo đúng các quy định của pháp luật.

### Ảnh hưởng nguồn nước cung cấp cho TP.HCM
Do việc lấn sông Đồng Nai có thể làm thay đổi dòng chảy, gây ảnh hưởng đến việc khai thác nước thô cung cấp cho hệ thống cấp nước Thành phố Hồ Chí Minh nói riêng và môi trường khu vực hạ lưu nói chung, ngày 22/5 UBND Thành phố Hồ Chí Minh đề nghị Ủy ban Bảo vệ môi trường lưu vực hệ thống sông Đồng Nai, UBND tỉnh Đồng Nai xem xét tác động môi trường của dự án này. Theo quy hoạch cấp nước Thành phố Hồ Chí Minh đến năm 2025 đã được Thủ tướng Chính phủ phê duyệt, sản lượng nước thô cung cấp cho hệ thống cấp nước Thành phố Hồ Chí Minh từ sông Đồng Nai khoảng 2,5 triệu m3/ngày đêm.

## Thẩm quyền
Theo lãnh đạo tỉnh Đồng Nai, dự án này thuộc thẩm quyền quyết định của tỉnh, không thuộc phạm vi phải báo cáo Chính phủ, báo cáo Bộ Tài nguyên và Môi trường, Bộ Nông nghiệp và phát triển nông thôn... Trả lời báo chí, chính Chủ tịch UBND tỉnh Đồng Nai, ông Đinh Quốc Thái khẳng định: "Dự án cải tạo cảnh quan và phát triển đô thị ven sông Đồng Nai không cần tham vấn ý kiến của các tỉnh lân cận".
Ông Nguyễn Thanh Lâm, Phó Giám đốc Sở Xây dựng Đồng Nai, cho rằng dự án này nằm trong quy hoạch của tỉnh. Việc cấp phép cho Cty Toàn Thịnh Phát thực hiện dự án là đúng chức năng, không cần phải xin ý kiến của Bộ Xây dựng, không có quy định nào phải lấy hết ý kiến toàn dân ở vùng thực hiện của dự án...
Theo bà Lâm Thị Thu Sửu, giám đốc trung tâm Nghiên cứu phát triển xã hội, đại diện Mạng lưới sông ngòi Việt Nam, do sông Đồng Nai trải rộng trên địa phận 9 tỉnh (gồm tỉnh Lâm Đồng, Đắc Lắc, Đắc Nông, Bình Dương, Bình Phước, Long An, Tây Ninh, Bình Thuận, Đồng Nai) và TP.HCM, cũng như chịu sự giám sát và điều phối nguồn nước của bộ Tài nguyên môi trường (TNMT), nếu có tranh chấp giữa các tỉnh, thì bộ TNMT sẽ là đơn vị đứng ra giải quyết tranh chấp (theo quy định tại khoản 4, điều 71 luật Tài nguyên nước). Nếu trường hợp không đồng ý với quyết định giải quyết tranh chấp của bộ TNMT thì các bên có quyền có quyền khởi kiện tại Toà án. Do dự án đã lấn sông, nó phải tuân thủ các quy định của các luật khác liên quan đến tài nguyên nước, quản lý lưu vực sông và bảo vệ môi trường. Bất cứ người dân nào cũng có thể khởi kiện, nếu họ cho là có hành vi vi phạm pháp luật về bảo vệ môi trường.".

## Thông tin báo chí
Từ ngày 15-18 tháng 09 2014, Đài truyền hình Đồng Nai (http://dnrtv.org.vn), Báo Thanh Niên (www.thanhnien.com.vn), Báo Đồng Nai (www.baodongnai.com.vn), Đài truyền hình Đồng Nai (http://www.dnrtv.org.vn Lưu trữ ngày 2 tháng 4 năm 2015 tại Wayback Machine) đã thông tin về việc khởi công dự án cải tạo cảnh quan sông Đồng Nai.
Tương tự với Vụ thay thế cây ở Hà Nội 2015, những quyết định của chính quyền không tham khảo với những người dân chịu ảnh hưởng trực tiếp, các nhà chuyên môn, các tỉnh khác có thể bị ảnh hưởng và các tổ chức liên quan. Ông Lê Thanh Cung, nguyên Chủ tịch UBND tỉnh Bình Dương, Chủ tịch Ủy ban Bảo vệ sông Đồng Nai (nhiệm kỳ 2013-2015) cho biết vào ngày 30/03/2015: "Đến nay, tôi vẫn chưa nghe báo cáo, chưa biết chuyện lấp sông Đồng Nai".

## Nhận xét

### Khẳng định
- GS.TS Nguyễn Văn Phước - Viện trưởng Viện Môi trường và tài nguyên khẳng định: không có những ảnh hưởng như "trôi cù lao Phố", "mất nguồn nước", "hàng triệu người đói"...[22]
- Ông Hoàng Dương Tùng (Phó tổng cục trưởng Tổng cục Môi trường) nói vào ngày 27-3 "Đây là dự án có quy mô dưới 20 hécta, do đó báo cáo ĐTM thuộc thẩm quyền phê duyệt của tỉnh Đồng Nai, không phải thẩm quyền của Bộ Tài nguyên - môi trường." [13]

### Lo ngại
- Ông Lương Văn Ngự, Phó Giám đốc Sở Tài nguyên và Môi trường (TN-MT) tỉnh Lâm Đồng, là nơi đầu nguồn của sông Đồng Nai, nhận định: "Sông Đồng Nai là một con sông liên tỉnh, có lưu vực trải dài trên 11 tỉnh, thành chứ không riêng Đồng Nai nên sẽ có tác động từ thượng nguồn đến hạ nguồn."[3]
- GS-TSKH Phạm Hồng Giang, nguyên thứ trưởng Bộ Nông nghiệp và Phát triển nông thôn, Chủ tịch Hội đập lớn và phát triển nguồn nước Việt Nam, Phó chủ tịch Ủy hội Đập lớn thế giới, cho rằng không ai đi lấn và lấp sông bừa như thế khi san lấp sông Đồng Nai để làm khu đô thị. GS Giang cho rằng khi dự án này triển khai, dòng chảy của sông Đồng Nai bị thu hẹp sẽ có tác động tiêu cực lâu dài. Công trình này sẽ phát sinh hệ lụy đến đời sống của người dân ở gần đó.[23]
- TS Đinh Xuân Thảo, Viện trưởng Viện Nghiên cứu lập pháp - Ủy ban Thường vụ Quốc hội cho biết là Vụ lấn sông Đồng Nai sẽ được đưa ra bàn thảo tại Quốc hội, Bộ TN&MT phải có trách nhiệm trả lời vấn đề liên quan đến môi trường, tài nguyên nước; Bộ NN&PTNT trả lời vấn đề thủy lợi, Bộ Xây dựng trả lời về quy hoạch...[24] Ngày 28/3, đoàn công tác của Ủy ban Khoa học - Công nghệ và Môi trường của Quốc hội đã có buổi làm việc với UBND tỉnh Đồng Nai.[6] ông Phạm Thế Minh, Phó chủ tịch kiêm Tổng thư ký Tổng hội Xây dựng VN, đề xuất: "Quốc hội nên mời Chủ tịch UBND tỉnh Đồng Nai ra chất vấn trước Quốc hội.".[25]

## Liên quan
Tại thượng nguồn sông này cũng diễn ra vụ việc tương tự. Địa điểm lấp sông thuộc khu vực ấp Thái An, xã Tân An, huyện Vĩnh Cửu, tỉnh Đồng Nai. Trên một đoạn sông dài 50 m, hàng trăm khối đất đá đã được đổ xuống, lấn ra lòng sông 3–5 m.